# Cody Gakpo
Cody Mathès Gakpo (Eindhoven, 7 de mayo de 1999) es un futbolista neerlandés que juega de delantero en el Liverpool F. C. de la Premier League de Inglaterra.

## Trayectoria
Tras empezar a formarse como futbolista desde 2007 con las filas inferiores del PSV Eindhoven, finalmente en 2016 ascendió al segundo equipo. Hizo su debut el 4 de noviembre de 2016 contra el Helmond Sport. En 2018 subió al primer equipo, haciendo su debut el 25 de febrero de 2018 contra el Feyenoord en la Eredivisie.
En la temporada 2021-22 ganó la Supercopa y la Copa, marcando en la final de esta última el tanto de la victoria.
El 26 de diciembre de 2022 el PSV Eindhoven anunció que había llegado a un acuerdo con el Liverpool F. C. para su venta y el permiso para que el jugador viajara a Inglaterra con tal de cerrar el traspaso, el más caro en la historia del club según su gerente general. Dos días después se completó el fichaje una vez firmó el contrato y superó el reconocimiento médico.

## Selección nacional
Fue convocado para participar en la Eurocopa 2020 y el 21 de junio de 2021 debutó con la selección neerlandesa absoluta en el último encuentro de la fase de grupos ante Macedonia del Norte. El 4 de septiembre marcó su primer gol en un partido de clasificación para el Mundial 2022 ante Montenegro que sirvió para poner el definitivo 4-0 en el marcador. Se clasificaron para la fase final del torneo, y en ella marcó el primer tanto del triunfo los Países Bajos en la primera jornada de la fase de grupos contra Senegal. También vio puerta en los siguientes dos encuentros y se convirtió en el primer jugador neerlandés en anotar en los tres primeros partidos de una edición de la Copa del Mundo.

### Participaciones en Mundiales
| Mundial           | Sede  | Resultado        | Partidos | Goles |
| ----------------- | ----- | ---------------- | -------- | ----- |
| Copa Mundial 2022 | Catar | Cuartos de final | 5        | 3     |

### Participaciones en Eurocopas
| Eurocopa      | Sede     | Resultado        | Partidos | Goles |
| ------------- | -------- | ---------------- | -------- | ----- |
| Eurocopa 2020 | Europa   | Octavos de final | 1        | 0     |
| Eurocopa 2024 | Alemania | Semifinales      | 6        | 3     |

### Goles internacionales
| N.º | Fecha                    | Estadio                                         | Rival                | Gol | Resultado | Competición                         |
| --- | ------------------------ | ----------------------------------------------- | -------------------- | --- | --------- | ----------------------------------- |
| 1.  | 4 de septiembre de 2021  | Philips Stadion, Eindhoven, Países Bajos        | Montenegro           | 4-0 | 4-0       | Clasificación Mundial 2022          |
| 2.  | 14 de junio de 2022      | Stadion Feijenoord, Róterdam, Países Bajos      | Gales                | 2-0 | 3-2       | Liga de Naciones de la UEFA 2022-23 |
| 3.  | 22 de septiembre de 2022 | Estadio Nacional de Varsovia, Varsovia, Polonia | Polonia              | 0-1 | 0-2       | Liga de Naciones de la UEFA 2022-23 |
| 4.  | 21 de noviembre de 2022  | Estadio Al Thumama, Doha, Catar                 | Senegal              | 0-1 | 0-2       | Mundial 2022                        |
| 5.  | 25 de noviembre de 2022  | Estadio Internacional Jalifa, Doha, Catar       | Ecuador              | 1-0 | 1-1       | Mundial 2022                        |
| 6.  | 29 de noviembre de 2022  | Estadio Al Bayt, Jor, Catar                     | Catar                | 1-0 | 2-0       | Mundial 2022                        |
| 7.  | 7 de septiembre de 2023  | Philips Stadion, Eindhoven, Países Bajos        | Grecia               | 2-0 | 3-0       | Clasificación para la Eurocopa 2024 |
| 8.  | 10 de septiembre de 2023 | Estadio Aviva, Dublín, Irlanda                  | Irlanda              | 1-1 | 1-2       | Clasificación para la Eurocopa 2024 |
| 9.  | 21 de noviembre de 2023  | Estadio Algarve, Faro, Portugal                 | Gibraltar            | 0-6 | 0-6       | Clasificación para la Eurocopa 2024 |
| 10. | 16 de junio de 2024      | Volksparkstadion, Hamburgo, Alemania            | Polonia              | 1-1 | 1-2       | Eurocopa 2024                       |
| 11. | 25 de junio de 2024      | Estadio Olímpico de Berlín, Berlín, Alemania    | Austria              | 1-1 | 2-3       | Eurocopa 2024                       |
| 12. | 2 de julio de 2024       | Allianz Arena, Múnich, Alemania                 | Rumania              | 0-1 | 0-3       | Eurocopa 2024                       |
| 13. | 7 de septiembre de 2024  | Philips Stadion, Eindhoven, Países Bajos        | Bosnia y Herzegovina | 3-1 | 5-2       | Liga de Naciones de la UEFA 2024-25 |
| 14. | 16 de noviembre de 2024  | Johan Cruyff Arena, Ámsterdam, Países Bajos     | Hungría              | 2-0 | 4-0       | Liga de Naciones de la UEFA 2024-25 |
| 15. | 20 de marzo de 2025      | Stadion Feijenoord, Róterdam, Países Bajos      | España               | 1-1 | 2-2       | Liga de Naciones de la UEFA 2024-25 |

## Estadísticas

### Clubes
Actualizado al último partido disputado el 15 de agosto de 2025.
| Club                         | Div.          | Temporada     | Liga  | Liga  | Copas nacionales | Copas nacionales | Copas internacionales | Copas internacionales | Total | Total |
| Club                         | Div.          | Temporada     | Part. | Goles | Part.            | Goles            | Part.                 | Goles                 | Part. | Goles |
| ---------------------------- | ------------- | ------------- | ----- | ----- | ---------------- | ---------------- | --------------------- | --------------------- | ----- | ----- |
| Jong PSV · Países Bajos      | 2.ª           | 2016-17       | 2     | 0     | —                | —                | —                     | —                     | 2     | 0     |
| Jong PSV · Países Bajos      | 2.ª           | 2017-18       | 12    | 7     | —                | —                | —                     | —                     | 12    | 7     |
| Jong PSV · Países Bajos      | 2.ª           | 2018-19       | 11    | 10    | —                | —                | —                     | —                     | 11    | 10    |
| Jong PSV · Países Bajos      | Total club    | Total club    | 25    | 17    | 0                | 0                | 0                     | 0                     | 25    | 17    |
| PSV Eindhoven · Países Bajos | 1.ª           | 2017-18       | 1     | 0     | 0                | 0                | 0                     | 0                     | 1     | 0     |
| PSV Eindhoven · Países Bajos | 1.ª           | 2018-19       | 16    | 1     | 2                | 1                | 1                     | 0                     | 19    | 2     |
| PSV Eindhoven · Países Bajos | 1.ª           | 2019-20       | 25    | 7     | 3                | 0                | 11                    | 1                     | 39    | 8     |
| PSV Eindhoven · Países Bajos | 1.ª           | 2020-21       | 23    | 7     | 1                | 0                | 5                     | 4                     | 29    | 11    |
| PSV Eindhoven · Países Bajos | 1.ª           | 2021-22       | 27    | 12    | 5                | 2                | 15                    | 7                     | 47    | 21    |
| PSV Eindhoven · Países Bajos | 1.ª           | 2022-23       | 14    | 9     | 1                | 1                | 9                     | 3                     | 24    | 13    |
| PSV Eindhoven · Países Bajos | Total club    | Total club    | 106   | 36    | 12               | 4                | 41                    | 15                    | 159   | 55    |
| Liverpool F. C. Inglaterra   | 1.ª           | 2022-23       | 21    | 7     | 3                | 0                | 2                     | 0                     | 26    | 7     |
| Liverpool F. C. Inglaterra   | 1.ª           | 2023-24       | 35    | 8     | 10               | 4                | 8                     | 4                     | 53    | 16    |
| Liverpool F. C. Inglaterra   | 1.ª           | 2024-25       | 35    | 10    | 6                | 5                | 8                     | 3                     | 49    | 18    |
| Liverpool F. C. Inglaterra   | 1.ª           | 2025-26       | 1     | 1     | 1                | 0                | 0                     | 0                     | 2     | 1     |
| Liverpool F. C. Inglaterra   | Total club    | Total club    | 92    | 26    | 20               | 9                | 18                    | 7                     | 130   | 42    |
| Total carrera                | Total carrera | Total carrera | 223   | 79    | 32               | 13               | 59                    | 22                    | 314   | 114   |

## Palmarés

### Títulos nacionales
| Título                        | Club            | País         | Año  |
| ----------------------------- | --------------- | ------------ | ---- |
| Supercopa de los Países Bajos | PSV Eindhoven   | Países Bajos | 2021 |
| Copa de los Países Bajos      | PSV Eindhoven   | Países Bajos | 2022 |
| Supercopa de los Países Bajos | PSV Eindhoven   | Países Bajos | 2022 |
| Copa de la Liga               | Liverpool F. C. | Inglaterra   | 2024 |
| Premier League                | Liverpool F. C. | Inglaterra   | 2025 |

### Distinciones individuales
| Distinción                                                      | Año  |
| --------------------------------------------------------------- | ---- |
| Parte de los 100 mejores jugadores del mundo según The Guardian | 2022 |
| Máximo goleador de la Eurocopa (3 goles)                        | 2024 |